# Schwerter Kleinkunstpreis

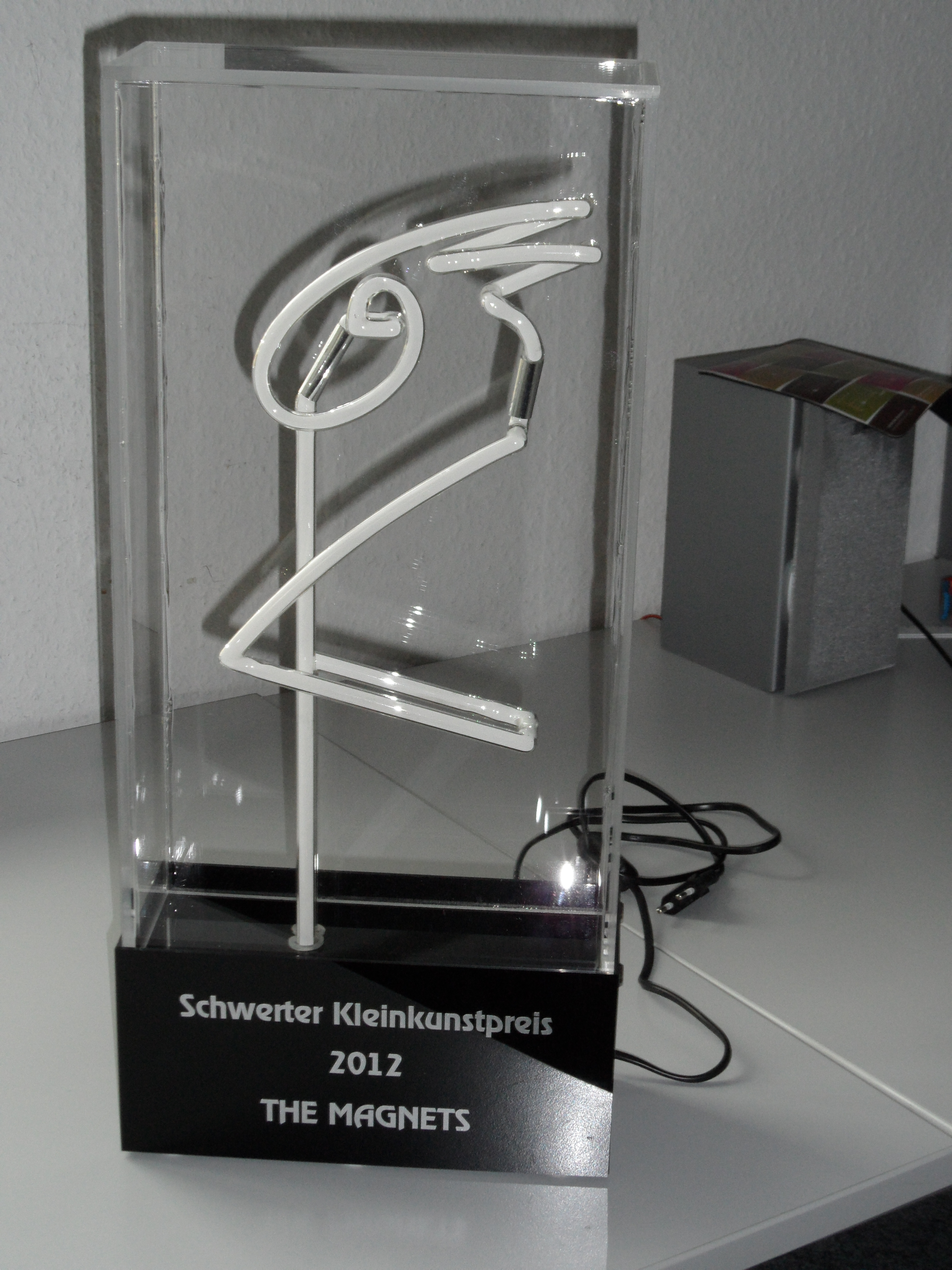
Der Schwerter Kleinkunstpreis aus dem Jahr 2012, der an die britische A-cappella-Gruppe The Magnets vergeben wurde.

Der Schwerter Kleinkunstpreis ist ein seit 1991 jährlich vergebener Publikumspreis, der im Rahmen der Schwerter Kleinkunstwochen verliehen wird. Er ist mit 5.000 € dotiert und wird von der Stadtsparkasse Schwerte finanziert, wobei der Gewinner durch das Publikum ermittelt wird. Jeder Auftritt wird von den Besuchern auf einer Skala von 0 bis 120 Punkten bewertet. Die Gruppe, die aus beiden Kleinkunstreihen (Frühjahr und Herbst) die höchste Durchschnittswertung erzielt, erhält den Preis. Ab dem Frühjahr 2014 findet lediglich eine einzige, dafür verlängerte, Serie von Auftritten statt.

## Gewinner des Schwerter Kleinkunstpreises
| #  | Jahr | Künstler                                                             | Herkunftsland       | Programm                                      | Wertung     |
| -- | ---- | -------------------------------------------------------------------- | ------------------- | --------------------------------------------- | ----------- |
| 1  | 1991 | Hans Liberg                                                          | Niederlande         | Wurzelbach Live                               | 116,0 Pkt.  |
| 2  | 1992 | De Frivole Framboos                                                  | Belgien             | Allegro con fituro                            | 116,41 Pkt. |
| 3  | 1993 | I Pendolari dell´ Essere                                             | Italien             | Tatum…Tatum… Crack                            | 111,18 Pkt. |
| 4  | 1994 | Pago & Koch                                                          | Deutschland         | Fabula Rasa                                   | 113,8 Pkt.  |
| 5  | 1995 | Erwi & Alvi                                                          | Chile               | Don Quixote                                   | 113,04 Pkt. |
| 6  | 1996 | Neville Tranter                                                      | Australien          | Macbeth                                       | 116,0 Pkt.  |
| 7  | 1997 | Montezumas Revenge                                                   | Niederlande         | A-capella Pop                                 | 115,9 Pkt.  |
| 8  | 1998 | Marcus Jeroch                                                        | Deutschland         | WoWo                                          | 113,20 Pkt. |
| 9  | 1999 | Plebsbüttel Comedy                                                   | Deutschland         | Täter der Klamotte                            | 110,87 Pkt. |
| 10 | 2000 | Alvaro Solar                                                         | Chile               | Johan Padan entdeckt Amerika                  | 115,68 Pkt. |
| 11 | 2001 | Gogol & Mäx                                                          | Deutschland         | Grande concerto                               | 114,0 Pkt.  |
| 12 | 2002 | Christiane Weber/Timm Beckmann                                       | Deutschland         | Himmel ist oben                               | 115,9 Pkt.  |
| 13 | 2003 | Stage TV                                                             | Schweiz             | fertig gezappt – eine multimediale Bühnenshow | 117,2 Pkt.  |
| 14 | 2004 | Neville Tranter                                                      | Australien          | Schicklgruber, alias Adolf Hitler             | 116,02 Pkt. |
| 15 | 2005 | Paul Morocco                                                         | Spanien/England     | OLÉ                                           | 112,7 Pkt.  |
| 16 | 2006 | Ganz Schön Feist                                                     | Deutschland         | HÜA                                           | 116,8 Pkt.  |
| 17 | 2007 | Familie Flöz                                                         | Deutschland         | Teatro Delusio                                | 113,5 Pkt.  |
| 18 | 2008 | Sebastian Krämer                                                     | Deutschland         | Sebastian Krämers Schule der Leidenschaft     | 113,9 Pkt.  |
| 19 | 2009 | Rebecca Carrington & Colin Brown                                     | England             | Me And My Cello                               | 117,7 Pkt.  |
| 20 | 2010 | Familie Flöz                                                         | Deutschland         | Hotel Paradiso                                | 116,1 Pkt.  |
| 21 | 2011 | GlasBlasSing Quintett                                                | Deutschland         | Keine Macht den Dosen                         | 114,6 Pkt.  |
| 22 | 2012 | The Magnets                                                          | England             | Under the Covers                              | 113,2 Pkt.  |
| 23 | 2013 | Malediva                                                             | Deutschland         | PyjamaParty!                                  | 116,5 Pkt.  |
| 24 | 2014 | Carrington-Brown                                                     | England/Deutschland | Dream a little dream                          | 117,1 Pkt.  |
| 25 | 2015 | Das Wallstreet Theatre, Herr Niels, Christian Lindemann, Lioba Albus | Deutschland         | Comedy-Night-Mix                              | 115,8 Pkt.  |
| 26 | 2016 | Axel Prahl und das Inselorchester                                    | Deutschland         | Blick aufs Mehr                               | 117,5 Pkt.  |
| 27 | 2017 | die feisten                                                          | Deutschland         | Nussschüsselblues                             | 117,7 Pkt.  |
| 28 | 2019 | Jan Philipp Zymny                                                    | Deutschland         | "How to Human"                                | --- Pkt.    |
| 29 | 2020 | Tahnee                                                               | Deutschland         | Vulvarine                                     |             |
| 30 | 2021 | Carmela de Feo                                                       | Deutschland         | Allein unter Geiern                           |             |
| 31 | 2022 | Suchtpotenzial                                                       | Deutschland         | Bällebad forever                              |             |
| 32 | 2023 | Bridge Markland                                                      | Deutschland         | Faust in the box                              |             |

[veraltet]